# Pectinaria bifurcata
Pectinaria bifurcata är en ringmaskart som beskrevs av Henri Marie Ducrotay de Blainville 1828. Pectinaria bifurcata ingår i släktet Pectinaria och familjen Pectinariidae. Inga underarter finns listade i Catalogue of Life.